# Esterling
Der Esterling war ein belgisches Gewichtsmaß.
- 1 Esterling = 1/20 Unze
- 1 Mark (Kölln.) = 160 Esterling = 320 Mailles = 640 Felins = 4608 Gräns[1]
  - 1 Unze = 20 Esterling = 40 Mailles = 80 Felins = 576 Gräns